# The Ward (Toronto)
Pour les articles homonymes, voir The Ward.
The Ward est un ancien quartier du centre-ville de Toronto qui, durant plusieurs décennies, regroupa la communauté juive de la ville. Il accueillit plus tard d'autres vagues d'immigrations. Délimité par College Street, Yonge Street, University Avenue et Queen Street, son territoire fait aujourd'hui partie intégrante du quartier de Discovery District (en) et le vieux quartier, progressivement démoli après la Seconde Guerre mondiale, a entièrement disparu.

## Population

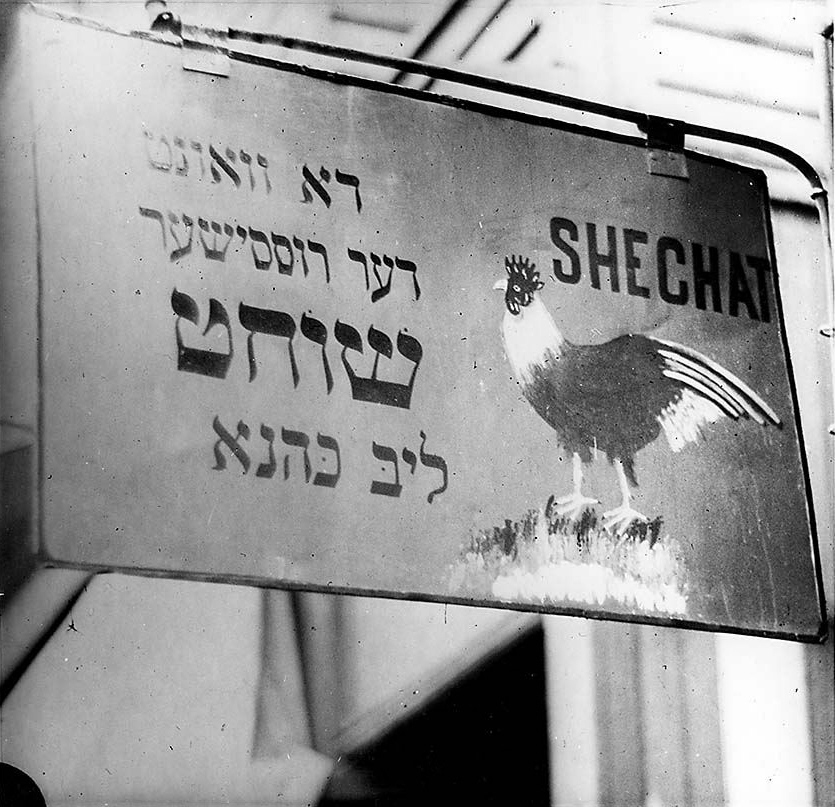
Une enseigne de boucher en yiddish dans le quartier, vers 1910 (photo de William James).

Pendant plusieurs décennies de la fin du XIXe siècle et du début du XXe siècle, The Ward a été un quartier densément peuplé où des vagues successives de nouveaux immigrants se sont installées avant de s'établir ailleurs. Caractérisé par les autorités du XIXe siècle comme un taudis, il a accueilli des réfugiés européens des Révolutions de 1948 et de la Grande famine d'Irlande, des esclaves du Chemin de fer clandestin et des réfugiés de Russie et d'Europe orientale. Il a été le centre de la communauté juive de Toronto de la fin du XIXe siècle aux années 1920, lorsqu'elle a déménage vers Spadina Avenue et Kensington Market à l'ouest, et abrita aussi, jusqu'à la fin des années 1950, le premier Chinatown de Toronto (en), beaucoup des résidents afro-canadiens de la ville rassemblés autour de l'Église méthodiste épiscopale britannique (en) du 94 Chestnut Street, et de la communauté italienne avant son départ pour College Street et Little Italy. Les Polonais, Ukrainiens, Lituaniens et beaucoup d'autres immigrants non-britanniques se sont d'abord installés dans The Ward.

## Histoire

### Avant la colonisation
Le site faisait partie du territoire des Hurons-Wendats, des Pétuns et des Sénécas, et plus récemment des Mississaugas de la Credit River (en) (Ontario First Nations Maps, 2016). Il était traversé par le Taddle Creek (en) (aujourd'hui un égout), qui était probablement un lieu de rencontre important pour les peuples locaux.

### XIXe siècle
Le premier colon de l'endroit est le médecin écossais James Macaulay (en) (1759/69—1822). Il obtint 100 acres de terrain, qu'il divisa pour y construire des maisons. Le lieu fut nommé « Macaulaytown » en son honneur. En 1834, cette ville fut absorbée par Toronto et renommée St. John's Ward. Le prix des maisons était assez bas et St. John's Ward était considéré comme un agréable quartier ouvrier.
Dans les années 1830, un esclave américain enfui, Thornton Blackburn (en), commença à acheter des terrains dans le quartier. Il fournit aux esclaves fugitifs récemment arrivés des logements bon marché. En 1850, de nombreuses familles afro-américaines s'étaient installées dans The Ward ; cinq ans plus tard, la population noire atteignait 539 personnes,.
Les premiers habitants juifs de Toronto venaient de Grande-Bretagne, des États-Unis ou d'Europe de l'Ouest. Ils n'étaient que quelques centaines, installés dans plusieurs quartiers et pour la plupart bien intégrés. Mais dans les années 1890, de nombreux immigrants juifs fuyant les pogroms d'Europe de l'Est arrivèrent à leur tour. Ces milliers de nouveaux arrivants, pour la plupart pauvres et ne parlant pas anglais, créèrent une nouvelle communauté dans les logements surpeuplés de The Ward.

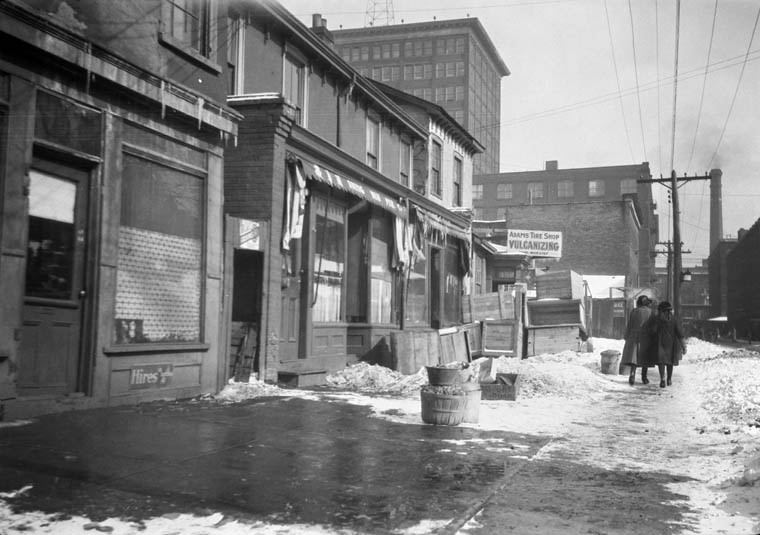
Une imprimerie chinoise à Toronto en 1923.

Le quartier fut aussi le site du premier Chinatown de Toronto (en), les travailleurs chinois du chemin de fer s'installant le long de York et Elizabeth Street au nord de la gare Union.

### XXe siècle
Ce développement du quartier provoqua de l'hostilité à Toronto, avec des émeutes antisémites et des interventions du gouvernement. En 1909, 8 acres (3,237485136 ha) furent démolis pour construire l'Hôpital général de Toronto (en). Le quartier commença aussi à changer de caractère. À mesure que les immigrants juifs étaient mieux intégrés, ils s'installaient plus à l'ouest, dans le quartier de Kensington Market, et The Ward devint de plus en plus un centre pour les immigrants italiens, qui arrivaient alors en grand nombre. Fils d'immigrants italiens né dans le quartier en 1915, Johnny Lombardi (en) a fondé en 1966 une des premières radio multilingues du Canada, CHIN (en),. Dans les années 1920, la plupart des Italiens avaient déménagé à l'ouest de Bathurst Street (en) et le principal Little Italy de la ville était maintenant celui de College-Clinton. En 1911 fut créée Central Neighbourhood House (en), une maison d'accueil pour les nouveaux immigrants du quartier.
En 1911, le département de la santé de Toronto (en) lança une enquête dans le quartier. Le gouvernement municipal de Toronto (en) commença par s'y opposer, mais le nouveau médecin hygiéniste, Charles Hastings (en), emporta la décision. Le rapport de 1911 recense plus de 5 000 logements présentant différents risques sanitaires, depuis des fuites de toitures et des papiers peints décollés jusqu'à des latrines extérieures débordantes. Une section décrit la sévérité du surpeuplement, due à la fois au manque de logements et à des divisions effectuées par les propriétaires pour gagner plus d'argent. Il était courant dans le quartier que six personnes ou plus partagent une seule pièce « dégoûtante » et que des familles construisent des bâtiments dans leur arrière-cour pour loger plus de monde. Ce rapport choquant déboucha sur plusieurs réformes qui peuvent être diversement appréciées : elles sont à l'origine de règles d'habitat plus strictes, de mesures de sureté alimentaire et de programmes d'éducation, mais elles ont aussi abouti à la dispersion des communautés du quartier.
À partir des années 1920, The Ward a été progressivement démoli, les terrains étant expropriés pour y construire des tours de bureaux et des hôtels. Le premier Chinatown de Toronto (en), centré sur Elizabeth Street, a été exproprié dans les années 1950 pour laisser place à Nathan Phillips Square, nommée d'après le premier maire juif de Toronto. La plupart de ses commerces ont été transférés à l'ouest et forment maintenant le « vieux » Chinatown de Toronto, centré sur Spadina Avenue et Dundas Street (en). Pendant plusieurs décennies, le quartier a été presque uniquement commercial et administratif, mais les années récentes ont vu le retour de résidents, grâce à la construction de nombreuses tours en copropriété.

## Personnalités notables

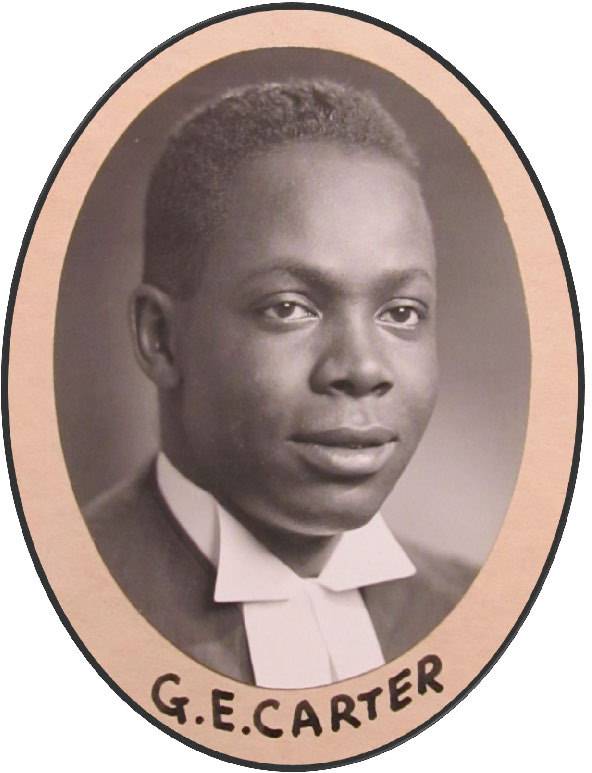
George Ethelbert Carter en 1948.

- Thornton Blackburn (en) (c. 1812–1890), esclave américain fugitif, fondateur en 1837 de la première compagnie de taxi de Toronto[11].
- Johnny Lombardi (en) (1915-2002), pionnier du multilinguisme à la radio canadienne[7],[12].
- George Ethelbert Carter (en) (né en 1921), premier juge afro-canadien[13].